# Élodie Varlet
Pour les articles homonymes, voir Varlet.
Élodie Varlet, née le 21 juin 1984 à Villeneuve-d'Ascq, (Nord), est une actrice française.
Elle est surtout connue pour son rôle d'Estelle Cantorel dans le feuilleton télévisé Plus belle la vie, dont elle devient l'une des actrices récurrentes dès son arrivée fin 2006.
Elle a également joué dans la série Cut !.

## Biographie

### Carrière
Elle joue dans quelques pièces de théâtre et s'initie aux métiers de la régie et du montage. Après quelques expériences en tant que réalisatrice et une petite apparition sur le clip de Derniers Baisers de Laurent Voulzy, elle est retenue au casting de la série Plus belle la vie. Elle y incarne Estelle, une jeune fille soignée d'une hépatite auto-immune. Elle tient le rôle de Gabrielle d'Estrées, maîtresse du roi Henri IV, dans le téléfilm L'Assassinat d'Henri IV.
En 2012, elle participe à l'émission Fort Boyard.
En janvier 2014, Élodie a déclaré qu'elle quittait la série Plus belle la vie pour une durée indéterminée. Quelques jours plus tard, il a été révélé que l'actrice attendait son premier enfant avec l'acteur Jérémie Poppe (qu'elle a rencontré sur le tournage de la série en août 2010). Le 12 avril 2014, elle donne naissance à un garçon prénommé Marcus. En février 2017, Élodie et Jérémie annoncent, via un cliché posté sur les réseaux sociaux, attendre leur second enfant. En septembre 2017, elle annonce sa naissance : un garçon, né en juillet 2017, prénommé Solal.

## Filmographie

### Cinéma

#### Longs métrages
- 2006 : U.V. de Gilles Paquet-Brenner : fille terrasse 2
- 2010 : Elle veut ma peau : Suzie
- 2012 : Cassos de Philippe Carrese : la jeune femme

#### Courts métrages
- 2007 : Cathos et Magdelon : Cathos
- 2010 : Une brioche au four
- 2011 : Pour une heure ou pour une nuit
- 2013 : Lozère une nouvelle vie (Publicité)
- 2015 : Retenez bien ma gueule ! : elle-même

### Télévision

#### Séries télévisées
- 2006–2022 : Plus belle la vie : Estelle Cantorel
- 2007 : Enquêtes réservées : Margaux (saison 1, épisode 1 : Manipulations)
- 2007 : Les Cacous : Nadine
- 2012 : Caïn : Floride (saison 1, épisode 8 : Innocences)
- 2016-2019 : Cut ! : Angèle (210 épisodes)
- 2016 : Commissaire Magellan : Marie Dauchin (saison 7, épisode 1 : L’âge ingrat)
- 2016 : Nina : Camille (saison 2, épisode 3 : Mauvaise blague)
- 2017 : Camping Paradis : Elsa (saison 8, épisode 4 : Miss Camping)
- 2019 : Les Ombres rouges de Christophe Douchand : Iris
- 2021 : La Stagiaire : Juliette Reval (saison 6, épisode 5 : Précoces)
- 2022 : Simon Coleman de Nicolas Copin : Floriane Tellmans
- 2023 : Section de recherches : Sophie/Dominique
- 2024 : Mercato, série de David Hourrègue : Nadine
- Depuis 2024 : Plus belle la vie, encore plus belle : Estelle Cantorel
- Depuis 2024 : Tom et Lola : Gaelle
- 2024 : Commandant Saint-Barth
- 2025 : Monsieur Parizot, épisode Le maître du crime : Bérengère Fabre

#### Téléfilms
- 2005 : Marie-Antoinette (Docu-fiction)
- 2009 : L'Assassinat d'Henri IV : Gabrielle d'Estrées
- 2014 : Une vie en Nord : Estelle Cantorel
- 2016 : Meurtres à La Ciotat de Dominique Ladoge : Anne Sauvaire
- 2023 : Le Secret de la grotte de Christelle Raynal : Manon Ferret-Duval
- 2023 : À fleur de peau de Christian Bonnet : Alice Serval
- 2024 : Panique au 31 de Gaël Leforestier : Manon

#### Émissions
- 2021 : Les Secrets de Plus belle la vie : Ensemble on est plus forts (documentaire sur France 3)

### Clip
- 2006 : Derniers baisers de Laurent Voulzy

## Théâtre
- 2000 : Grand Peur et Misère du 3ème Reich de Bertolt Brecht et Serge Reliant
- 2001 : Duo de portes Medley de textes : Mise en scène par Serge Reliant
- 2002 : Théâtre avec la compagnie L’avant Scène à Montpellier, Travail sur le corps
- 2002 : Médée : Médée
- 2005 : Représentation en plein air de théâtre dansé sur des textes contemporains (Marseille)
- 2005 : Atelier de Mise en Scène avec les comédiens du conservatoire de Marseille
- 2006 : Théâtre en appartement (Marseille) : Écrit par René de Obaldia
- 2006 : Art Préparation aux concours du Conservatoire de Paris de Yasmina Reza
- 2008 : À la manière d'eux… : Mise en scène par Richard Guedj et écrit par Colette Renard
- 2009 : Décollage immédiat : Mise en scène par Eric Hénon
- 2013 : Macbeth de Shakespeare : Mise en scène Françoise Chatôt
- 2015 : Mes pires amis : Eva Mise en scène de Guillaume Sentou